# Falling Waters (Virginia Occidental)
Falling Waters es un lugar designado por el censo ubicado en el condado de Berkeley en el estado estadounidense de Virginia Occidental. En el Censo de 2010 tenía una población de 876 habitantes y una densidad poblacional de 271,67 personas por km².

## Geografía
Falling Waters se encuentra ubicado en las coordenadas 39°33′50″N 77°53′15″O / 39.56389, -77.88750. Según la Oficina del Censo de los Estados Unidos, Falling Waters tiene una superficie total de 3.22 km², de la cual 3.22 km² corresponden a tierra firme y (0%) 0 km² es agua.

## Demografía
Según el censo de 2010, había 876 personas residiendo en Falling Waters. La densidad de población era de 271,67 hab./km². De los 876 habitantes, Falling Waters estaba compuesto por el 90.3% blancos, el 4.68% eran afroamericanos, el 0% eran amerindios, el 0.11% eran asiáticos, el 0% eran isleños del Pacífico, el 1.48% eran de otras razas y el 3.42% pertenecían a dos o más razas. Del total de la población el 2.28% eran hispanos o latinos de cualquier raza.